# Amon Hen
Amon Hen es una colina ficticia, escenario de parte de las historias del legendarium de escritor británico J. R. R. Tolkien, y en concreto de hechos narrados en La Comunidad del Anillo, el primero de los tres tomos en que se dividió para su publicación su novela El Señor de los Anillos.

## Etimología y significado del nombre
Su nombre significa en sindarin ‘Colina del ojo’ o ‘colina de la vista’.

## Geografía ficticia
Amon Hen es la colina situada en la margen derecha (orilla occidental) del gran río Anduin, al sur del lago Nen Hithoel que se abre sobre el Anduin al sur de la «puerta de Gondor» que marcan los Argonath. Pertenece al grupo de colinas grises de Emyn Muil, junto con Amon Lhaw y Tol Brandir, los tres restos de un pretérito risco continuo que cerraba por el sur el Nen Hithoel antes de ser vencido por la erosión del Anduin para formar las cataratas del Rauros.
En ella está un antiguo puesto de guardia de Gondor, y en su cima se halla el Sitial de la Vista, un trono de piedra construido por los reyes de Gondor donde el que se sienta puede ver a kilómetros a la redonda, y mantenerse en relación con el Sitial del Oído en Amon Lhaw, al otro lado del río. A sus pies se extiende el prado de Parth Galen y a la orilla del Anduin un varadero. Desde la cima de la colina se puede oír el rumor eterno del Rauros.

## Historia ficticia
En La Comunidad del Anillo, la Comunidad desciende el Anduin desde Lothlórien hasta Parth Galen, donde se separan: allí Boromir intenta arrebatar por la fuerza el Anillo Único a Frodo, que huye; Boromir es asesinado poco después defendiendo a Merry y a Pippin de los orcos uruk-hai enviados por Saruman para recuperar el Anillo, y los orcos se llevan a Merry y a Pippin. Después de que Frodo escapara de Boromir, se sienta sobre el Sitial de la Vista sin quitarse el Anillo, y logra ver eventos a cientos de millas de distancia. Desde Amon Hen, Frodo y Sam cruzan el Anduin en su camino al este hacia Mordor, mientras Merry y Pippin son llevados por los uruk-hai de Saruman en dirección a su dominio de Isengard, y el resto de la Comunidad se lanza a perseguir a los orcos.